# Red de Noticias
Red de Noticias fue un canal de televisión por suscripción argentino de programación basada en noticias. Fue lanzado el 1 de noviembre de 1993 y era propiedad del Grupo Telefe. Fue cerrado el 30 de diciembre de 1998 a causa del bajo nivel de audiencia y de la desaparición de la cableoperadora VCC, que lo emitía en exclusiva para el Área Metropolitana de Buenos Aires.

## Periodistas
- Jorge Pizarro
- Lana Montalbán
- Franco Salomone
- Hugo Guerrero Marthineitz
- Rosario Lufrano
- Omar Fajardo
- Amalia Rosas
- Laly Cobas
- Ulises Lencina
- Fanny Mandelbaum
- Carlos Asnaghi
- Jorge Jacobson
- Diego Fucks
- María América González
- Rosemarie
- Emilio Giménez Zapiola
- Paula Trapani
- Dolores Cahen D'Anvers
- Fernando Menéndez
- Daniel López
- Juan Castro
- Rodolfo Barili
- Enrique Sacco
- Marcelo Iribarne
- Fabiola Ferronato
- Diego Bustos
- Omar Básalo
- Carlos Walter Murúa
- Alejandro Apo
- Rodolfo Sbrissa
- Guillermo Panizza
- Jorgelina Lozano
- María Julia Mastromarino
- Diego Pietrafesa
- Fernando Eiriz
- Noralis Romanos
- Guillermo Barletta
- Verónica Lazzaro

## Cierre del canal
La siguiente es la crónica del día en que la emisora fue cerrada, según lo publicado por el diario Clarín.

«Las caras de los conductores y movileros históricos de los noticieros de Telefe ya no aparecerán en esa pantalla. Los más de 60 despidos que dispuso la emisora -entre el personal del noticiero y la señal de cable Red de Noticias, que fue cerrada el 30 de diciembre (de 1998)- incluye a Fanny Mandelbaum, Rosario Lufrano, Carlos Asnaghi, Laly Cobas, Amalia Rosas, Ulises Lencina y Rosemarie. El delegado gremial Sergio Rositto dijo a Clarín que "circuló como rumor que Carolina Perín y Jorge Jacobson conducirían el noticiero del mediodía, mientras que Paula Trápani y Franco Salomone serían las caras visibles de la edición de la tarde. La decisión de la empresa tomó de sorpresa a más de un periodista, que se enteró en la puerta del canal que estaba despedido. Incluso muchos se encuentran de vacaciones y no saben que se quedaron sin trabajo", agregó Rositto. "El miércoles llegué a las 10 de la mañana, como todos los días, y me encontré en la puerta del canal con algo realmente inesperado", relató Amalia Rosas, con 27 años de trabajo en el canal. "No se nos dio ninguna explicación. Esto causó mucho daño en mucha gente", se lamentó. Este lunes se reunirán los trabajadores despedidos y representantes del Grupo CEI Citicorp Holdings, que en el mes de marzo compró el canal. "Vamos a reclamar la reincorporación total del personal despedido y la continuación de la señal de cable porque no hay causas reales que justifiquen las medidas tomadas", sostuvo Rositto. "Además queremos saber qué voluntad real tiene la empresa de destrabar el conflicto", agregó. Las últimas emisiones de los noticieros se transmitieron desde los estudios de Telefe de la calle Pavón. Habitualmente, se transmiten desde los estudios que tiene el canal en Carlos Calvo al 1500. Según contó uno de los cesanteados, que no quiso dar su nombre, la escenografía fue sacada por la ventana y llevada de un estudio a otro de madrugada. "Todo parecía un golpe de estado anunciado", afirmó.»

## Vídeos
- Presentación de Red de Noticias (1995) en YouTube.
- PROMO Frecuencia satelital de Red de Noticias (1994) en YouTube.
- Títulos Red de Noticias (1996) en YouTube.
- Spot de Red de Noticias 1 en YouTube.
- Spot de Red de Noticias 2 en YouTube.
- Spot de Red de Noticias 3 en YouTube.
- Spot de Red de Noticias 4 en YouTube.
- Primicia de último momento en Red de Noticias en YouTube.
- PROMO 'Noche trasnoche' en Red de Noticias en YouTube.
- PROMO 'Desayuno CONTINENTAL' en dúplex con Red de Noticias en YouTube.